# 原聰
原 聰（原 聡、はら さとし、1947年（昭和22年） - ）は、日本の外交官。ブルネイ駐箚特命全権大使、ポルトガル駐箚特命全権大使、関西担当特命全権大使を歴任した。

## 経歴・人物
熊本県大津町出身。熊本県立熊本高等学校を経て、京都大学法学部を卒業。1970年（昭和45年）外務省に入省。イギリスに留学し、オックスフォード大学クライストチャーチ・カレッジを修了。外務省本省では中国課首席事務官、安全保障政策室室長、西欧第二課課長などを歴任。在外公館では、マレーシア、英国、クウェート、カナダ、南アフリカ共和国の各日本大使館に勤務。
- 1996年（平成8年） 　OECD（経済協力開発機構）東京センター所長
- 1999年（平成11年）  トロント総領事
- 2001年（平成13年）  ブルネイ駐箚特命全権大使
- 2003年（平成15年）  衆議院外務調査室長・常任委員会専門委員
- 2005年（平成17年）  ポルトガル駐箚特命全権大使
- 2008年（平成20年）  特命全権大使（関西担当）
- 2009年（平成21年）  海洋研究開発機構国際審議役[1]
- 2011年（平成23年）ー　2021年  京都外国語大学外国語学部国際教養学科客員教授
- 2021年（令和3年）  瑞宝中綬章受章[2][3]
  - 公益財団法人日本国際フォーラム参与

## 著書

### 単著
- 『日本人の価値観』（かまくら春秋社, 2013年）
- 『Fall Seven Times, Get Up Eight　－Aspects of Japanese Values－』（2020年　Gilgamesh Publishing社, London, UK）

## 同期
- 西田恒夫（10年国連大使・07年駐カナダ大使・05年外務審議官（政務担当））
- 安藤裕康（11年国際交流基金理事長・08年駐伊大使）
- 上野景文（杏林大学客員教授・06年駐バチカン大使・01年駐グアテマラ大使）
- 大木正充（07年駐アゼルバイジャン兼グルジア大使・04年駐クウェート大使・駐イエメン大使）
- 小溝泰義（13年広島平和文化センター理事長・10年駐クウェート大使）
- 夏井重雄（08年駐カザフスタン大使）
- 河東哲夫（02年駐ウズベキスタン大使）
- 駒野欽一（10年駐イラン大使・06年駐エチオピア兼ジブチ大使・02年駐アフガニスタン大使）
- 石榑利光（11年駐スロベニア大使）
- 城守茂美（13年駐スロベニア大使）
- 柴崎二郎（10年駐ニカラグア大使）